# Bogićevica
Bogićevica (v srbské cyrilici Богићевица, albánsky Bogiçevica) je horský masiv v pohoří Prokletije. Nejvyšší hora Marijaš má výšku 2533 metrů.
Masiv se rozkládá na území Černé Hory, Albánie a Kosova. Dlouhý je okolo 15 km a široký cca 10 km. Má několik vrcholů, které mají výšku nad 2000 m, a dva s nadmořskou výškou přes 2500 m (Marijaš a Maja e Ropës; oba se nacházejí z kosovské strany pohoří). Část Bogićevice byla vyhlášena za přírodní rezervaci, neboť se zde vyskytuje kamzík horský. V současné době zde existuje Národní park Prokletije.
V blízkosti masivu se nachází Hridské jezero, nad nímž se tyčí vrchol Hridski Krš. Okolo hranice mezi Černou Horou a Albánií se nachází opuštěné budovy pohraniční stráže. Největší řekou masivu je Treskavička rijeka.

## První balkánská válka
Během první balkánské války, v listopadu 1912 uskutečnila přes tento masiv známý pochod Černohorská armáda. Velitel Východního oddílu Černohorské armády Janko Vukotić chtěl tímto přechodem z Kolašinu dojít do Skadaru, nicméně ho zradilo zrádné horské počasí. Sněhová vánice znemožnila většině vojáků přechod hor, takže 12. listopadu dorazila do cíle jen malá část. Zbytek přenocoval v lese pod horami v silném mrazu. Lékařská pomoc, která se k vyčerpaným a promrzlým vojákům dostala druhý den, ošetřila 120 lidí, z nichž 82 nakonec zemřelo. Při přechodu bylo rovněž ztraceno několik děl.